# VAR (Value-added Reseller)
VAR, DVA en français (distributeur à valeur ajoutée), est l'acronyme de l'anglais Value-added Reseller. Il désigne un revendeur (généralement informatique) à valeur ajoutée. Par valeur ajoutée, on entend le fait qu'il exerce un métier de revente, mais aussi une activité de service.

## Description
Par exemple, une entreprise achète une unité centrale d'ordinateur à un fournisseur donné, un périphérique d'impression de haute qualité à un autre et un éditeur d'image matricielle. L'entreprise paramètre ensuite le tout pour en faire un système destiné à la conception assistée par ordinateur. En assemblant les différents éléments choisis, elle aura ajouté de la valeur à l'ensemble en réalisant un système haut de gamme destiné à une fonction spécialisée.